# 3536 Schleicher
3536 Schleicher è un asteroide della fascia principale. Scoperto nel 1981, presenta un'orbita caratterizzata da un semiasse maggiore pari a 2,3433955 UA e da un'eccentricità di 0,0492171, inclinata di 6,55396° rispetto all'eclittica.